# Димитрий (Беликов)
Димитрий (в миру Дмитрий Никанорович Беликов; 19 (31) октября 1852, село Посёлки, Карсунский уезд, Симбирская губерния — 10 августа 1932, Томск) — деятель григорианского раскола, в котором имел сан митрополита Томского и Сибирского. До 1927 года — епископ Русской православной церкви, архиепископ Томский.

## Биография
Родился 19 октября 1852 года в селе Посёлки Карсунского уезда Симбирской губернни в семье священника.
В 1874 году окончил Симбирскую духовную семинарию. В 1878 году окончил Казанскую духовную академию со степенью кандидата богословия за диссертацию: «Спартанская реформа при царях Агисе III и Клеомене III».

### Служение в Казани
В 1878 года становится преподавателем Казанской духовной академии. С 22 ноября 1878 года — приват-доцент кафедры общей и древней гражданской истории Казанской духовной академии. Занимаясь научно-педагогической деятельностью в Казани, специализировался на древней истории.
24 октября 1882 года рукоположён во священника и назначен к Покровской церкви города Казани. С 15 августа 1884 года, исполняющий должность доцента Казанской духовной академии. 25 февраля 1885 года награждён бархатной фиолетовой скуфьёй.
27 сентября 1887 года удостоен степени магистра богословия за диссертацию «Начало христианства у готов и деятельность епископа Ульфилы». По оценке профессора Ф. А. Курганова, эта работа, являясь первой попыткой полного изложения христианства у готов в отечественной церковно-исторической науке, представляла собой лишь систематизацию фактического материала, заимствованного из западноевропейской литературы. 27 ноября 1887 года утверждён в степени магистра богословия. С 19 декабря 1887 года — доцент Казанской духовной академии.
С 1 мая 1888 года — настоятель церкви при Казанском Родионовском институте благородных девиц и законоучитель.

### Служение в Томске
22 октября 1889 года назначен профессором богословия Императорского Томского университета. Прибыл в Томск весной 1890 года и приступил к преподаванию на медицинском, а впоследствии и на юридическом факультетах. До июля 1906 года входил в состав совета Томского университета. Одновременно состоял заведующим Археологическим и Этнографическим музеями.
С 10 октября 1890 года настоятель церкви во имя Казанской иконы Божией Матери при Императорском Томском университете, где на личные средства обставил ризницу, организовал хор из студентов.
С декабря 1891 года — благочинный домовых при учебных заведениях церквей города Томска. Цензор катехизических поучений, составленных священниками Томской епархии. В Томске, занялся исследованиями в области церковной истории этого региона, в первую очередь, истории старообрядчества, опубликовав ряд трудов на эту тему.
17 апреля 1892 года награждён наперсным крестом, от Святейшего Синода выдаваемым.
С 1893 года являлся председателем совета Томского епархиального женского училища.
12 апреля 1895 года награждён саном протоиерея.
С августа 1900 года преподаватель богословия и член совета Томском технологическом институте.
С 1902 года на общественных началах преподавал на общеобразовательных вечерних курсах для взрослых.
12 июня 1902 года советом Казанской духовной академии удостоен учёной степени доктора церковной истории за сочинение «Томский раскол: Исторический очерк от 1834 по 1880-е гг.».
В 1903 году умирает его жена Надежда Степановна. Дети — Борис, Глеб, Нина, Екатерина.
В 1903 году утверждён советом Казанской духовной в звании заслуженного профессора. 18 февраля 1904 года удостоен звания заслуженного профессора Томского университета. В марте того же года за выслугой лет выведен за штат с назначением пенсии в размере прежнего жалованья, с сохранением звания профессора и учебных поручений по кафедре.

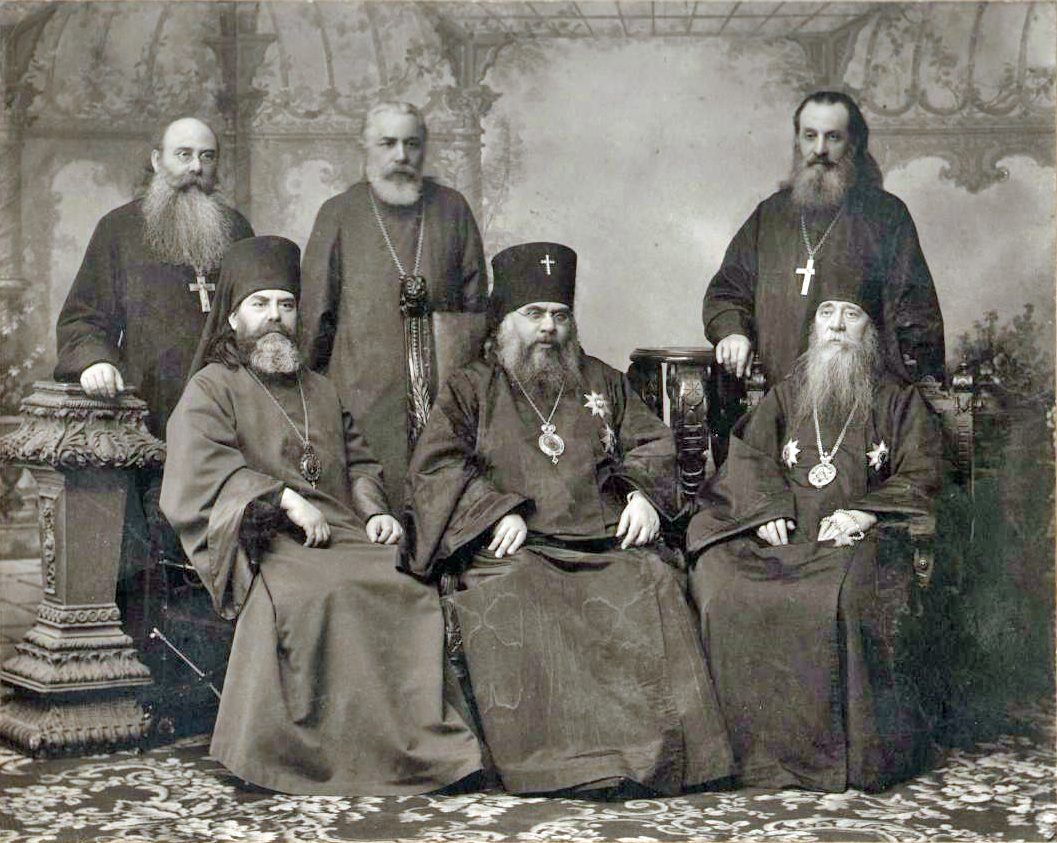
Протоиерей Димитрий Беликов (стоит в центре) с членами государственного Совета от духовенства

### Служение в Петербурге
В мае 1906 года избран членом Государственною Совета от белого духовенства. Переехал в Санкт-Петербург.
С 8 сентября 1906 года — настоятель Иверской церкви при Санкт-Петербургском женском педагогическом институте, законоучитель института и Константиновской женской гимназии.
С 7 сентября 1907 года — председатель учебною комитета при Святейшем Синоде.
С 5 мая 1908 года — настоятель синодальной церкви Семи вселенских соборов города Санкт-Петербурга. 7 ноября 1908 года награждён митрой.
4 ноября 1913 года уволен от должности председателя учебного комитета, с оставлением в должности настоятеля синодальной церкви. Служил настоятелем этой церкви до её закрытия в 1918 году.

### Архиепископ Омский и Павлодарский
В начале 1920 года вернулся в Сибирь, был пострижен в монашество с именем Димитрий и возведён в сан архимандрита. В том же году хиротонисан во епископа Омского и Павлодарского. Между 24 и 29 июля 1920 года прибыл на Омскую кафедру. По епархии прошли собрания духовенства и верующих с целью изыскания средств на содержание Епископа и Членов епархиального совета.
Кафедра располагалась в Успенском соборе Омска.
В 1920 году большевики потребовали от него передать в их распоряжение здание, дела и имущество духовной консистории, а также архиерейский дом, в котором сначала разместили психиатрическую больницу, а затем Чрезвычайную комиссию с внутренней тюрьмой.
В августе 1921 года возведён и сан архиепископа.
В апреле 1922 года протестовал против проводившегося властями изъятия церковных ценностей.

### В обновленчестве
В 1922 года формально признал обновленческое ВЦУ. 25 октября 1922 года постановлением обновленческого Сибирского церковного управления уволен на покой. Проживал в Томске. Служил в Покровской церкви села Петухово близ Томска.
8 августа 1923 года назначен председателем учебного комитета при Всероссийском обновленческом Синоде, но участия в деятельности не принимал.
В 1923 года приглашён настоятелем Градо-Томской Сретенской церкви в Томске.
Летом 1923 года принёс покаяние Патриарху Тихону. Тем не менее, сохранил компромиссное отношение к обновленцам. Известно, что 14 сентября 1923 года на предложение обновленцев присоединиться к ним, ответил письмом, в котором высказывался, что, по его мнению — «постановления собора… о семейном епископате и пр… не могут быть безусловной причиной, оправдывающей скорбное церковное разделение… тем более, что назревшие нужды в жизни Русской Церкви требуют удовлетворения в духе церковного возрождения».

### Архиепископ Томский
24 августа того же года Патриархом Тихоном назначен временным управляющим православными приходами Томской епархии. В том же году назначен правящим архиепископом Томским и Новониколаевским.
С 21 мая 1924 года — член Патриаршего Священного Синода при Патриархе Тихоне.
В 1925 году, во время подготовки к обновленческому собору, он, чуть ли не один из православных архипастырей вошёл в сношения с обновленческим Епархиальным Советом.
В феврале 1926 года находился под арестом.
В 1926 году Заместитель Патриаршего местоблюстителя митрополит Пётр (Полянский), находившийся в заключении, включил его в число трёх архиереев, которым он поручал временное управление церковью (эта «коллегия» так и не приступила к работе).
3 марта 1927 года в условиях частой смены церковного руководства объявил Томскую епархию автокефальной. Был запрещён в служении Заместителем Патриаршего Местоблюстителя архиепископом Угличским Серафимом (Самойловичем).
1927 — Заместителем Патриаршего Местоблюстителя митрополитом Сергием [Страгородским] запрещен в священнослужении.

### В григорианском расколе
Запрещению не подчинился и в июне 1927 года перешёл в григорианский раскол, признав власть Временного Высшего Церковного Совета и оставив у знавших его православных архиереев чувство горького сожаления о его падении. Кафедра располагалась в Троицком соборе города Томска.
Последствия григорианского раскола в Томской епархии ввиду авторитета и влияния архиепископа Димитрия, а также известности в Томске архиепископа Григория, бывшего там ранее ректором духовной семинарии, проявились в большей степени, чем в других регионах Сибири. За архиепископом Димитрием пошло более половины приходов и священнослужителей епархии.
9 июня 1928 года на григорианском съезде духовенства и мирян сибирских епархий ориентации ВВЦС избран митрополитом Томским и Сибирским, председателем Сибирского Областного Церковного Управления и Томского Епархиального Совета. В июле-августе 1928 года постановлением ВВЦС утверждён митрополитом Томским и Сибирским. Одновременно избран членом ВВЦС.
После закрытия в 1930 году томского Троицкого собора он служил в Благовещенском соборе.
С 1931 года митрополит Томский и Западно-Сибирский.
Скончался 10 августа 1932 года от паралича сердца.
Скончался в Томске вне общения с Православной Церковью.
Был похоронен за правым алтарём Благовещенского собора города Томска. В 1934 году, в связи со сносом собора, был перезахоронен на Преображенском кладбище Томска. В 1958 году в связи со сносом Преображенскою кладбища, перезахоронен на Южном кладбище Томска, у могилы отца.

## Труды
- Начало христианства у готов и деятельность епископа Ульфилы. Казань, 1887
- Старообрядческий раскол в Томской губернии по судебным данным. Томск, 1894.
- Чудо как принадлежность откровения: [Публ. лекция]. Томск, 1895;
- Старинные монастыри Томского края. Томск, 1898.
- Первые русские крестьяне-насельники Томского края и разные особенности в условиях их жизни и быта: Общий очерк за XVII и XVIII ст. Томск, 1898;
- Старинный Свято-Троицкий собор в г. Томске. Томск, 1900.
- Томский раскол: (исторический очерк от 1834 по 1880-е годы). — Томск: Паровая типо-лит. П. И. Макушина, 1901. — 246 с.
- Нравственность и религия. Томск, 1901.
- Старинный раскол в пределах Томского края. Томск, 1905.
- Томские старинные духовные начальники (заказчики): Ист. очерк для 300-летнего юбилея г. Томска. Томск, 1906;
- Апостол Павел в изображении Фаррара. СПб., 1911.
- Высокопреосвященный Макарий, Архиепископ Томский, как проповедник // «Прибавление к Церковным Ведомостям», 1911, N 30-32.
- Жизненность религии: Неизгладимость религ. потребности: [Публ. чтения]. Пг., 1916.